# Еределл (округ, Північна Кароліна)
Шаблон:StateAbbr_ 35°49′ пн. ш. 80°52′ зх. д. / 35.81° пн. ш. 80.87° зх. д.
Округ  Еределл (англ. Iredell County) — округ (графство) у штаті  Північна Кароліна, США. Ідентифікатор округу 37097.

## Історія
Округ утворений 1788 року.

## Демографія
За даними перепису 
2000 року 
загальне населення округу становило 122660 осіб, зокрема міського населення було 61698, а сільського — 60962.
Серед мешканців округу чоловіків було 60120, а жінок — 62540. В окрузі було 47360 домогосподарств, 34658 родин, які мешкали в 51918 будинках.
Середній розмір родини становив 3.
Віковий розподіл населення поданий у таблиці:
| Стать    | До 15 років | 15-21 | 22-29 | 30-39 | 40-49 | 50-65 | 65-85 | Понад 85 |
| -------- | ----------- | ----- | ----- | ----- | ----- | ----- | ----- | -------- |
| Чоловіки | 13690       | 5072  | 6234  | 9832  | 9568  | 9618  | 5687  | 419      |
| Жінки    | 12911       | 4851  | 6243  | 9984  | 9380  | 10127 | 7843  | 1201     |

## Суміжні округи
- Вілкс — північ
- Ядкін — північ
- Деві — схід
- Ровен — схід
- Каберрус — південний схід
- Мекленберг — південь
- Лінкольн — південний захід
- Кетоба — південний захід
- Александер — захід

## Виноски
1. ↑  U.S. Decennial Census. United States Census Bureau. Архів оригіналу за 26 квітня 2015. Процитовано 17 січня 2015.
2. ↑  Historical Census Browser. University of Virginia Library. Архів оригіналу за 11 серпня 2012. Процитовано 17 січня 2015.,, [Архівовано 2015101607204 у Wayback Machine.]
3. ↑  Forstall, Richard L., ред. (27 березня 1995). Population of Counties by Decennial Census: 1900 to 1990. United States Census Bureau. Архів оригіналу за 3 березня 2015. Процитовано 17 січня 2015.
4. ↑  Census 2000 PHC-T-4. Ranking Tables for Counties: 1990 and 2000 (PDF). United States Census Bureau. 2 квітня 2001. Архів оригіналу (PDF) за 18 грудня 2014. Процитовано 17 січня 2015.
5. ↑  State & County QuickFacts. United States Census Bureau. Архів оригіналу за 7 червня 2011. Процитовано 21 жовтня 2013.(англ.) Наведено за англійською вікіпедією.
6. ↑  Fannings Illustrated Gazateer of the United States. New York: Phelps, Fanning and Company, 195 Broadway. 1853. с. 169. Процитовано 21 серпня 2019., Population: 1810, 10,972; 1820, 13,071; 1830, 15,262; 1840, 15,685; 1850, 14,718
7. ↑  American FactFinder. Бюро перепису населення США. Архів оригіналу за 21 травня 2008. Процитовано 31 січня 2008.

| США | Це незавершена стаття з географії США. Ви можете допомогти проєкту, виправивши або дописавши її. |